# Koitabi - True Tours Nanto
Koitabi 〜 True Tours Nanto (恋旅〜True Tours Nanto?) è una serie d'animazione prodotta dallo studio P.A. Works e composta da 6 episodi.
I corti sono nati per promuovere la città giapponese di Nanto e la regione limitrofa. La prima trasmissione è avvenuta il 28 aprile, al teatro Jōhana-za di Nanto e nel resto della prefettura, dove un'applicazione iPhone ne ha permesso lo streaming gratuito.

## Trama
Ogni due episodi viene narrata la vicenda sentimentale di una coppia che, immersa nei luoghi più celebri della regione, vive e lascia maturare la propria storia, prima attraverso il punto di vista di lui, poi da quello di lei.

### Chiaki e Yōji
Yoji ha ricevuto un'allettante offerta di lavoro che lo porterà a trasferirsi nella città vicina. Senza rifletterci troppo, il ragazzo ha deciso di accettare e ne mette al corrente la fidanzata Chiaki solo a sera. Lei, orgogliosa, di fronte alla prospettiva di separarsi da Yoji, simula freddezza ed indifferenza, mentre una rabbia ed un dispiacere sotterranei la pervadono. Chiaki, ostentando la propria risolutezza a lasciare Yoji, invita il ragazzo ad un ultimo appuntamento da fidanzati. Durante la giornata assieme i due ricordano nostalgicamente i momenti passati assieme e riscoprono il sentimento d'amore che ancora li lega.
Doppiaggio
- Chiaki Aizawa (逢沢 千晶)?,  Aizawa Chiaki): Kaori Nazuka
- Yōji Sugawa (須川 耀司?,  Sugawa Yōji): Yuuki Masuda

### Aoi e Haruki
Haruki è il nipote di un celebre intagliatore di oggetti in legno e conosce Aoi sin dall'infanzia. I due sono cresciuti legati da un'amicizia fraterna, al punto che Aoi è ormai abituata ad occuparsi e preoccuparsi per l'amico quasi come una sorella di poco maggiore. Tuttavia, quando la migliore amica di Aoi, Shiori, confida all'amica che sta per dichiararsi ad Haruki, la ragazza viene colta da una profonda gelosia. Incapace di capire e riconoscere il sentimento che la anima, Aoi inizia ad evitare l'amico che, interrogatosi per questo sul rapporto con lei, capisce di volerlesi dichiarare. Durante una gita scolastica in montagna i due diventano finalmente una coppia.
Doppiaggio
- Haruki Yokokawa (横川 晴喜?, Yokokawa Haruki): Hiroyuki Yoshino
- Aoi Shindō (新藤 葵?,  Shindō Aoi): Ayahi Takagaki
- Shiori Hishida (菱田 栞?, Hishida Aoi): Tomomi Watanabe

### Natsuko e Takumi
Takumi lavora come impiegato alla funivia di Nando. Aiutando una ragazza con un distributore elettronico finisce per accettare un giro sino alla cima con lei, su sua insistente richiesta. Scopre così che Natsuko, una fioraia part-time con l'hobby delle corse automobilistiche, lo stava osservando già da qualche tempo e, accortosi dell'interesse romantico della ragazza nei suoi confronti, finisce per contraccambiarne i sentimenti.
Doppiaggio
- Natsuko Ishikura (石倉 夏子?, Ishikura Natsuko): Yuka Iguchi
- Takumi Nishi (西 匠?,  Nishi Takumi): Makoto Ishii

## Musiche
Tema musicale per la storia di Chiaki e Yoji
- sympathetic world - Interpretata da: eufonius
Testo di: riya
Composta da: Tadasuke
Arrangiamento di: Tadasuke[2]

Tema musicale per la storia di Aoki e Haruki
- Jūn no yǐnlì (君の引力?) - Interpretata da: eufonius
Testo di: riya
Composta da: riya
Arrangiamento di: Tadasuke[2]

Tema musicale per la storia di Natsuko e Takumi
- Paslaptis - Interpretata da: eufonius
Testo di: riya
Composta da: riya
Arrangiamento di: bermei.inazawa[2]

La colonna sonora della serie è stata pubblicata in un album CD il 24 settembre 2014 insieme alla colonna sonora della serie anime Glasslip, realizzata sempre dallo studio P.A.Works.